# 琉球上訴裁判所

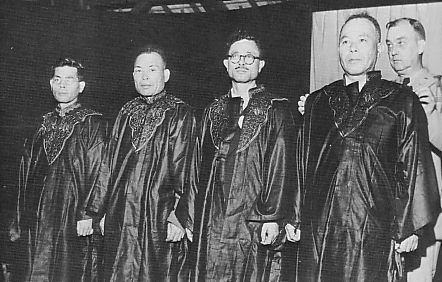
戦前の日本の法服を纏った琉球上訴裁判所判事（右の人物は後に行政主席となる当間重剛首席判事）

琉球上訴裁判所（りゅうきゅうじょうそさいばんしょ、Court of Appeals of the Ryukyus）は、琉球民裁判所における終審の裁判所。裁判は3人以上で行う「合議制」を採用している。

## 構成
琉球上訴裁判所は、「琉球上訴裁判所首席判事」と4人の「琉球上訴裁判所判事」により構成される。判事は、琉球列島高等弁務官が任命する。判事は高等弁務官が命じるまで在任する。
琉球上訴裁判所は、最高裁判所と同様に下級裁判所を統括する司法行政部門の官庁という側面もあり、司法行政に関する事項について規則を制定することができる。
規則の制定や司法行政は、首席判事が議長を務める「上訴裁判官会議」を通じて行われる。

## 裁判権
布告・布令によれば、次の事項についての裁判権を有する。
- 下級裁料所から上訴された全ての訴訟の最終審。

## 司法行政部門の組織
- 上訴裁判官会議
  - 事務局
    - 総務部
      - 総務課
      - 人事課
      - 資料課
      - 図書課

    - 経理部
      - 主計課
      - 用度課

    - 調査部
      - 民事課
      - 刑事課
      - 家庭課

    - 訟廷部
      - 訟廷第一課
      - 訟廷第二課

## 歴代首席判事
- 初代：当間重剛 1951年4月1日～1953年11月7日
- 2代：仲井間宗一 1954年2月1日～1955年5月20日
- 3代：仲松恵爽 1955年5月20日～1967年12月31日
- 4代・本土復帰後初代：平田清祐 1968年1月1日～1975年10月19日